# Fernando Coelho (artista gráfico)

Fernando Antonio Bastos Coelho (Salvador, Bahia, 1939) foi um pintor, ilustrador, desenhista, artista gráfico e publicitário brasileiro.

## Biografia
Interessa-se desde cedo pelas artes gráficas, trabalhando como publicitário. Em 1961, obtém o primeiro prêmio num concurso de cartazes instituído pelo governo do Estado da Bahia. Faz sua primeira exposição individual em 1964, na Galeria Querino, em Salvador. Em 1997, ilustra o livro Castro Alves: Edição Comemorativa dos 150 anos de Antônio de Castro Alves, junto com outros artistas, editado pela Fundação Banco do Brasil e Odebrechet. 
Expôs em diversas cidades, como São Paulo, Curitiba, Penápolis, Aracaju, Campinas, Brasília 
Em 1973,  foi o responsável pela organização do 1º Salão Mackenzie de Humor e Quadrinhos. Na ocasião, comandou a seleção dos 70 artistas participantes do evento, numa época os profissionais de artes gráficas eram pouco reconhecidos. Entre os artistas iniciantes escolhidos figuravam futuros grandes artistas como Angeli, Luis Gê e Paulo Caruso.
Sobre ele, escreveu José Roberto Teixeira Leite: "Fernando Coelho é pintor figurativo, desenhista de recursos e colorista sensível. Sua temática tem variado desde as cenas urbanas e as paisagens dos começos da carreira à série dos equilibristas - tão evocativa de um Miró - e, bem recentemente, às pinturas de flores. Percebe-se um certo maneirismo no seu fazer pictórico, e alguma concessão ao fácil e ao consumível no seu repertório formal".

## Exposições Individuais[4]
1964 - Salvador BA - Individual, na Galeria Querino
1965 - Rio de Janeiro RJ - Individual, na Galeria Montmartre
1966 - São Paulo SP - Individual, na Galeria Astréia
1968 - São Paulo SP - Individual, na Galeria Astréia
1969 - Rio de Janeiro RJ - Individual, na Galeria Bonino
1971 - São Paulo SP - Individual, em A Galeria
1975 - São Paulo SP - Individual, em A Galeria
1979 - São Paulo SP - Individual, no Renato Magalhães Gouvêa - Escritório de Arte
1983 - São Paulo SP - Individual, no Renato Magalhães Gouvêa - Escritório de Arte
1984 - Rio de Janeiro RJ - Individual, na Galeria Bonino
1985 - São Paulo SP - Individual, na Galeria de Arte Alberto Bonfiglioli
1987 - Rio de Janeiro RJ - Individual, na Galeria Bonino
1989 - São Paulo SP - Individual, na Dan Galeria
1994 - Salvador BA - Individual, no MAM/BA
1994 - Salvador BA - Individual, na Galeria Anarte
1994 - Porto Alegre RS - Individual, no Espaço Cultural Sonilton Alves
1995 - Brasília DF - Individual, no Espaço Cultural 508
1995 - Rio de Janeiro RJ - Individual, no MAM/RJ
1995 - São Paulo SP - Individual, no MAC/USP

## Exposições Coletivas[4]
s.d. - São Paulo SP - Mostra, no Masp
s.d. - São Paulo SP - Mostra, no Paço das Artes
s.d. - Salvador BA - Mostra, no MAM/BA
s.d. - Fortaleza CE - Mostra, no Museu de Arte da UFCE
1966 - São Paulo SP - 15º Salão Nacional de Arte Moderna
1966 - Salvador BA - 1ª Bienal Nacional de Artes Plásticas
1966 - São Paulo SP - Salão Paulista de Arte Moderna
1968 - Salvador BA - 2ª Bienal Nacional
1972 - Milão (Itália) - Baianos em Milão, na Galeria Schettini
1975 - Salvador BA - Artes Plásticas, na Feira da Bahia
1976 - São Paulo SP - 8º Panorama de Arte Atual Brasileira, no MAM/SP
1978 - São Paulo SP - O Circo, no Paço das Artes
1977 - São Paulo SP - Mostra de Arte, no Grupo Financeiro BBI (Av. Paulista 1904)
1983 - São Paulo SP - Panorama de Arte Atual Brasileira, no MAM/SP
1980 - Curitiba PR - 2ª Mostra do Desenho Brasileiro, no Teatro Guaíra
1983 - São Paulo SP - 14º Panorama de Arte Atual Brasileira, no MAM/SP
1983 - Nova York (Estados Unidos) - 5º Contemporary Artists, no Kouros Gallery
1984 - São Paulo SP - O Artista e sua Obra, no Masp
1984 - Aracaju SE - Artistas Baianos, na J. Inácio Galeria de Arte
1985 - São Paulo SP - 100 Obras Itaú, no Masp
1986 - Brasília DF - Baianos em Brasília, na Casa da Manchete
1987 - Salvador BA - Doze Artistas Brasileiros, na Anarte Galeria
1987 - São Paulo SP - 20ª Exposição de Arte Contemporânea, no Chapel Art Show
1987 - São Paulo SP - 18 Contemporâneos, na Dan Galeria
1988 - Brasília DF - Coletiva Brasília, Patrimônio Cultural da Humanidade
1989 - Copenhague (Dinamarca) - Os Ritmos e as Formas: arte brasileira contemporânea, no Museu Charlottenborg 
1988 - São Paulo SP - Os Ritmos e as Formas, no Sesc/Pompéia
1991 - Campinas SP - Nordeste Contemporâneo: 11 Artistas, no Centro de Convivência Cultural de Campinas
1992 - Rio de Janeiro RJ - Eco Art, no MAM/RJ
1992 - Lisboa (Portugal) - Inatel, no Teatro Trindade
1992 - Lisboa (Portugal) - Galeria de Exposições, no Hotel Le Meridien
1995 - Rio de Janeiro RJ - Jogos do Olhar, no MAM/RJ
1998 - Salvador BA - Tropicália 30 Anos: 40 artistas baianos, no MAM/BA
1998 - Paris (França) - Bahia à Paris: arts plastiques daujourdhui, na Galerie Debret
1999 - Salvador BA - 100 Artistas Plásticos da Bahia, no Museu de Arte Sacra
1999 - Salvador BA - Arte-Arte Salvador 450 Anos, no Museu de Arte Moderna
1999 - Curitiba PR - Arte-Arte Salvador 450 Anos, na Fundação Cultural de Curitiba. Solar do Barão
1999 - Rio de Janeiro RJ - Arte-Arte Salvador 450 Anos, no Museu Histórico da Cidade do Rio de Janeiro 